# Canthidium tuberifrons
Canthidium tuberifrons är en skalbaggsart som beskrevs av Henry Fuller Howden och Young 1981. Canthidium tuberifrons ingår i släktet Canthidium och familjen bladhorningar. Inga underarter finns listade.